# Преданность (телесериал)
«Преданность» (англ. Allegiance) — американский телесериал в жанре психологического триллера, снятый по мотивам израильской шпионской драмы «Ячейка Гординых». Премьера состоялась 5 февраля 2015 года на канале NBC.
6 марта 2015 года NBC отменила сериал после пяти эпизодов в связи с низким рейтингом. 12 марта 2015 года канал NBC подтвердил, что новые эпизоды будут доступны на сайте NBC.com и платформе Hulu. Последний эпизод сериала был выпущен 30 апреля 2015 года.

## Сюжет
Алекс О`Коннор, специализирующийся на российских делах в ЦРУ, внезапно узнает шокирующую тайну, что его родители Марк и Катя — тайные российские шпионы, деактивированные несколько десятилетий назад. Но сегодня Кремль вновь включает их в службу, поскольку в планах террористический акт на территории США, который поставит Америку на колени. Новая миссия родителей — превратить Алекса в шпиона. Выбор у них небольшой: предать свою страну или рискнуть семьей.

## Создание
8 января 2014 года канал NBC официально заказал пилотную серию сериала под названием Coercion.
14 февраля 2014 года Гэвин Стенхаус получил главную роль в сериале. Хоуп Дэвис и Маргарита Владимировна Левиева исполнили главные женские роли.
12 декабря 2014 года канал NBC объявил, что премьера сериала состоится 5 февраля 2015 года.
Съемки финальных серий сериала закончились 15 марта 2015 года.

## Критика
Сайт-агрегатор обзоров Rotten Tomatoes сообщает о 47 % -ном рейтинге одобрения со средним балом 5,6 / 10, основанном на 32 отзывах.
Metacritic, который использует систему средневзвешенных значений, присвоил 57 баллов из 100 на основании 28 обзоров, что указывает на «смешанные или средние отзывы».